# مطلق
مطلق یا مفروض بم‌ترین نت گام کامل دواکتاوی (جماعت تام) (ذی الکل مرتین) است که در عود بکار می‌رود و آن دست باز سیم بم در کوک معمولی آن است.